# Mizuki Yamashita
Mizuki Yamashita (山下 美月, Yamashita Mizuki) née le 26 juillet 1999 à Tokyo est une chanteuse et actrice japonaise, membre du groupe d'idoles japonais Nogizaka46 de 2016 à 2024. Elle est modèle exclusif pour le magazine CanCam.